# Antella
Antella — рід грибів родини Steccherinaceae. Назва вперше опублікована 2016 року.

## Класифікація
До роду Antella відносять 3 види:
- Antella americana
- Antella chinensis
- Antella niemelaei